# Neerdar (Wilde Aa)

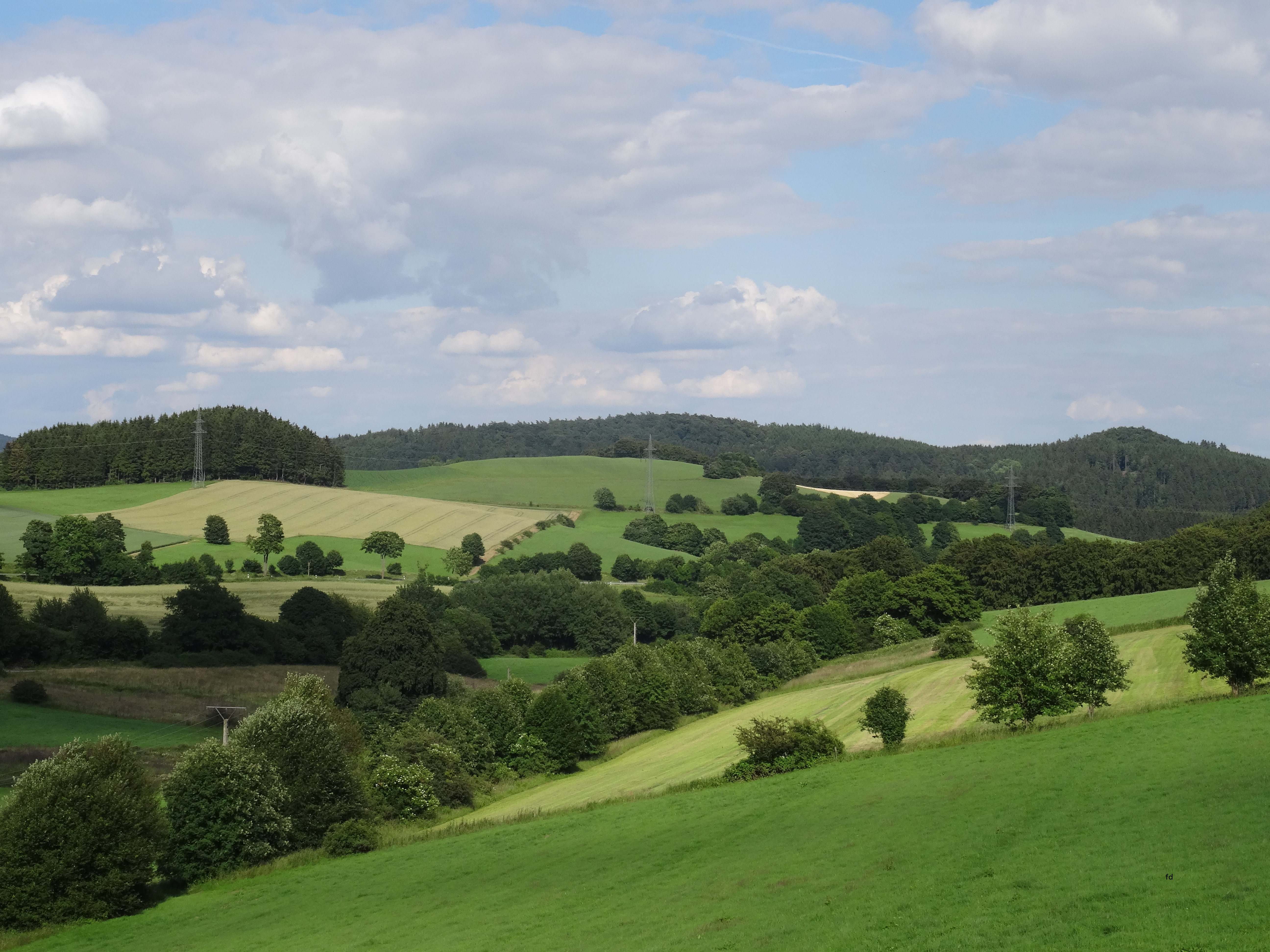
Das Tal der Neerdar nahe Usseln

Die Neerdar ist ein 14,6 km langer, nordwestlicher und orographisch linker Zufluss der Wilden Aa (Aar) im Nordostteil des Rothaargebirges. Sie fließt im nordrhein-westfälischen Hochsauerlandkreis und im hessischen Landkreis Waldeck-Frankenberg (Deutschland).

## Name
Die Deutung des Namens ist unsicher. Albrecht Greule geht davon aus, dass sich der Name von germanisch *nerɸa- für 'stark, Stärke' ableitet und dass es sich hierbei um den ursprünglichen Namen der Wilden Aa handelt.

## Verlauf
Die Neerdar entspringt im westfälischen Hochsauerlandkreis an der Nahtstelle der fließend ineinander übergehenden Bergregionen Rothaargebirge, Sauerland und Upland. Ihre Quelle liegt etwa 300 m südlich der Grenze zum Nordwestteil von Nordhessen mit dem Landkreis Waldeck-Frankenberg auf dem Osthang der Kahlen Pön bzw. auf dem Nordhang der Kalied – westlich oberhalb von Düdinghausen (nordnordwestlicher Ortsteil von Medebach).
Anfangs fließt die Neerdar in nordöstlicher Richtung, wobei sie bereits nach wenigen Hundert Metern Fließstrecke südsüdöstlich von Usseln (östlicher Ortsteil von Willingen) auf rund 1,2 km Länge mal dies- und mal jenseits der Grenze zu Hessen verläuft.
Nach dem Übertreten der Grenze fließt die Neerdar im Landkreis Waldeck-Frankenberg – Usseln östlich passierend nicht aber durchfließend – durch Neerdar und Bömighausen (beides östliche Ortsteile von Willingen) und verläuft dabei entlang der Bundesstraße 251 in Richtung Osten. Danach knickt der Bach – die B 251 verlassend – nach Süden ab und nimmt das Wasser der von Nordosten heranfließenden Rhena auf.
In dieser Himmelsrichtung verlaufend mündet die Neerdar nach dem Durchfließen von Alleringhausen (westlicher Ortsteil von Korbach) in den dort etwa von Südwesten kommenden Orke-Zufluss Wilde Aa (Aar). Wenige Meter nördlich davon zweigt die Kreisstraße 60 von der Landesstraße 3437, die von Alleringhausen zur L 3083 (Lengefeld–Eppe) bei der Walmenmühle nahe Eppe führt, nach Nieder-Schleidern ab.

## Wasserscheide
Das Quellgebiet der Neerdar – an Kahle Pön und Kalied – liegt auf der Diemel-Eder/Fulda/Weser-Wasserscheide. Während das Wasser der in überwiegend östliche Richtung fließenden Neerdar einen südlichen Umweg durch die Wilde Aa (Aar), Eder und Fulda zur Weser macht, gelangt jenes der etwas weiter westlich am Kahlen Pön entspringenden und nach Nordosten fließenden Diemel in Richtung Nordosten direkt in die Weser.

## Einzugsgebiet und Zuflüsse
Das Einzugsgebiet der Neerdar ist 37,341 km² groß; es werden auch 37,308 km² Fläche genannt. Zu ihren Zuflüssen gehören mit orographischer Zuordnung (l = linksseitig; r = rechtsseitig), Länge in Kilometern sowie Quell- und Mündungsgebiet (flussabwärts betrachtet):
- Mospelbach (l; 1,6 km; nördlich vom Berg Mospel entspringend, unterhalb von Neerdar mündend)
- Schulzbach (r; 1,9 km; östlich vom Grotenberg entspringend, unterhalb von Bömighausen mündend)
- Rhena (l; 6,2 km; südwestlich vom Berg „Hohen Rade“ entspringend, unterhalb von Bömighausen mündend)